# Challenger de Cherbourg-Octeville 2013
El Challenger La Manche de 2013 es un torneo profesional de tenis jugado en canchas duras. Fue la 20ª edición del torneo que fue parte de la ATP Challenger Tour 2013. Tuvo lugar en Cherbourg, Francia entre el 25 de febrero y 3 de marzo de 2013.

## Cabezas de serie

### Individuales
| País                   | Jugador            | Rank1 | Preclasificado |
| Bandera de Luxemburgo  | Gilles Müller      | 70    | 1              |
| Bandera de Ucrania     | Sergiy Stakhovsky  | 100   | 2              |
| Bandera de Rumania     | Adrian Ungur       | 101   | 3              |
| Bandera de Francia     | Kenny de Schepper  | 105   | 4              |
| Bandera de Francia     | Josselin Ouanna    | 117   | 5              |
| Bandera de Alemania    | Jan-Lennard Struff | 121   | 6              |
| Bandera de Francia     | Marc Gicquel       | 124   | 7              |
| Bandera de Bielorrusia | Uladzimir Ignatik  | 143   | 8              |
| ---------------------- | ------------------ | ----- | -------------- |

- 1 Se ha tomado en cuenta el ranking del 18 de febrero de 2013.

### Otros Participantes
Los siguientes jugadores recibieron comodines en el cuadro de individuales principal:
- David Guez
- Jules Marie
- Axel Michon
- Alexandre Sidorenko

Los siguientes jugadores recibieron la entrada del sorteo de clasificación:
- Andreas Beck
- Márton Fucsovics
- Henri Laaksonen
- Constant Lestienne

## Jugadores participantes en el cuadro de dobles

### Cabezas de serie
| País                 | Jugador            | País                        | Jugador            | Rank1 | Favorito |
| Bandera de Alemania  | Philipp Marx       | Bandera de Rumania          | Florin Mergea      | 159   | 1        |
| Bandera de Tailandia | Sanchai Ratiwatana | Bandera de Tailandia        | Sonchat Ratiwatana | 162   | 2        |
| Bandera de Australia | Rameez Junaid      | Bandera de Canadá           | Adil Shamasdin     | 201   | 3        |
| Bandera de Rumania   | Andrei Dăescu      | Bandera de los Países Bajos | Jesse Huta Galung  | 298   | 4        |
| -------------------- | ------------------ | --------------------------- | ------------------ | ----- | -------- |

- 1 Se ha tomado en cuenta el ranking del 18 de febrero de 2013.

### Otros participantes
Los siguientes jugadores recibieron una invitación (wild card), por lo tanto ingresan directamente al cuadro principal:
- Antione Benneteau /  Jonathan Eysseric
- Nicolas Devilder /  Alexandre Sidorenko

## Campeones

### Individual
- Jesse Huta Galung derrotó en la final a   Vincent Millot, 6–1, 6–3

### Dobles
- Sanchai Ratiwatana /  Sonchat Ratiwatana derrotaron en la final a  Philipp Marx /  Florin Mergea, 7–5, 6–4